# 상키야 학파
상키야 학파(산스크리트어: सांख्य) 또는 샹키아 학파는 힌두교의 정통 육파철학 중의 하나로, 불교 경전 및 논서에서는 수론파(數論派)로 한역(漢譯)되어 불리고 있다. 힌두교의 전통에 따르면, 상키아 학파의 시조는 카필라(Kapila: BC 4~3세기)이다. 그러나 현존하고 있는 가장 오랜 원전은 이스바라크리슈나(Iśvarakṛṣṇa · 자재흑 · 自在黑: AD 4세기 또는 3세기)의 《삼키아송(Sāṁkhya Kārikā)》이다.
상키아 학파는 힌두교의 정통 육파철학 중 가장 오랜 학파이다. 산스크리트어 상키아(सांख्य · Sāṁkhya)의 문자 그대로의 뜻은 '숫자(number)'로, 이 때문에 상키아 학파는 수론파(數論派)로 한역되었다. 이 때의 수(數)는 숫자 자체가 아니라 '수열 또는 나열(enumeration)'을 의미하는데, 즉 삼키아 학파(수론파)라는 명칭은 우주의 전개 원리들을 순차적으로 나열하고 있기 때문에 붙여진 명칭이다.
상키아 학파에서는 두 가지 근본 원리인 푸루샤(purusa, 아트만, 신아 神我, 영혼, cosmic spirit, 정신)와 프라크리티(prakriti, 자성 自性 self-nature, 자연 自然 nature, 신체, cosmic substance, 물질)를 포함한 총 25가지의 우주적 전개 원리들을 통해 우주를 구성하고 있는 여러 계층적 구성 부분들을 밝히고 있으며 또한 우주의 전개와 해체를 설명하고 있다. 그런데, 힌두 철학자들에 따르면, 이러한 25가지의 우주적 전개 원리들을 보여주는 상키아 학파의 철학은 이론에 그치고 마는 형이상학적 담론 또는 사색이 결코 아니며, 뚜렷한 목적을 가지고 제공되는, 존재 즉 인간과 우주에 대한 철학적 설명 또는 견해이다. 상키아 철학의 목적은 고(비참)의 원인을 영원히 제거할 지식을 제공하여서 영혼이 속박으로부터 벗어나게 하려는 것("모크샤 · 해탈")이다.

## 철학 개요
상키아 학파는, 우파니샤드의 철학자인 웃다라카(Uddalaka Aruni)의 1원론적(一元論的) 철학인, 유(有, sat, 존재)가 정신(스피릿)적인 원리이면서 동시에 물질(질료) 전개의 원리라는 견해를 비판하고 정신(스피릿)적 원리로서의 푸루샤(purusha, 아트만,  신아 神我, 영혼, cosmic spirit)와 질료적인 원리로서의 프라크리티(prakriti, 자성 自性 self-nature, 자연 自然 nature, 신체, cosmic substance, 물질)라고 하는 서로 별개인 두 가지 근본 원리 또는 실체에 의거하여 세계가 전개되고 해체된다는 2원론을 수립하였다. 처음에는 이 2원론을 통일하는 최고신으로서의 브라만(梵)을 시인하고 유신론에 바탕을 두었으나 후에는 이를 부정하고 무신론적 2원관이 되었다.
상키아 학파에 따르면, 푸루샤는 순수의식으로서 아무런 작용도 하지 않고 다만 프라크리티를 관조(觀照)할 따름이다. 그런데 질료인인 프라크리티는 물질(질료)을 전개하는 힘을 지니며 그 결과로서 나오는 물질은 구성의 우열에 따라 차이가 생겨나고 푸루샤와 결합하여 개체(아항카라 · ahamkara)가 된다. 개체(아항카라)의 세계는 고(苦)인데, 고는 푸루샤와 프라크리티의 결합에 기인한다. 그러므로 푸루샤가 프라크리티를 자기 자신으로 동일시 하지 않는 상태에 이르는 것이 해탈(解脫)이다. 그렇지만 푸루샤는 불변순수(不變純粹)이기 때문에 해탈에 의한 변화는 없다. 해탈을 위한 푸루샤의 지(智), 즉 아트마 즈냐나를 얻기 위해서는 요가의 수행이 강조되었다.
푸루샤와 프라크리티를 두 가지 최고 원리로 하는 상키아 학파의 이원론적 철학은, 이(理)와 기(氣)를 두 가지 최고 원리로 하는 중국 및 한국 철학의 이기이원론(理氣二元論)과 그 견해가 유사하다. 서양철학의 경우 데카르트의 레스 코그니탄스(res cogitans: 생각하는 자, 사유를 속성으로 하는 실체)와 레스 엑스텐사(res extensa: 연장하는 자, 연장을 속성으로 하는 실체)의 심신이원론(心身二元論)과 유사하다. 푸루샤의 개념은 서양의 밀교 중의 하나인 헤르메스주의의 신에 대한 견해 중에서 신이 모든 악에서 벗어나 있는 지고한 선(Supreme Good)이라는 개념과 유사하다. 반면 헤르메스주의의 신에 대한 견해 중에서 신이 선과 악을 포괄하는 전체 존재라는 개념은 상키아 철학의 기초가 되었던 우파니샤드의 철학자 웃다라카의 1원론적 철학과 유사하다.

## 용어 목록
| 한국어                                                              | 중국어 (금칠십론 외)                                  | 산스크리트 | 산스트리트 발음                                                  | 영어                                                                             |
| ------------------------------------------------------------------- | ----------------------------------------------------- | --- | ---------------------------------------------------------------- | -------------------------------------------------------------------------------- |
| 경                                                                  | 經                                                    | सूत्र sūtra | 수뜨라 수트라                                                    | sutra                                                                            |
| 논 논서                                                             | 論                                                    | प्रकरण prakaraṇa | 쁘라까라나                                                       | treatise, monograph, book                                                        |
| 마하바라타                                                          | 摩訶婆羅多 摩诃婆罗多                                 | महाभारत mahābhārata महाभारतम् Mahābhāratam                                                                                    | 마하바랏 마하바랏트 마하바랫트 마하- 바-랫따                     | Mahabharata 발음: 마하- 바-라타 마하- 브라타                                     |
| 바가바드 기타                                                       | 薄伽梵歌 薄伽梵頌 薄伽梵颂                            | भगवद्गीता bhagavadgītā | 바가받 기따                                                      | Bhagavad-Gita 발음: 바가받 기다                                                  |
| 비즈냐나빅슈 비즈냐나 빅슈                                          |                                                       | विज्ञानभिक्षु Vijñānabhikṣu Vijñāna Bhikṣu                                                                                     |                                                                  | Vijnanabhikshu Vijnanabhiksu                                                     |
| 삼키아 상캬 상키아 학파 상키아 상키야 학파 샹캬 학파                | 數論 数论 數論派 数论派 數論學派 数论学派             | सांख्य Sāṃkhya Sāṁkhya | 상키아 삼키아 삼캬                                               | Samkhya Sankhya                                                                  |
| 소 주석서                                                           | 疏                                                    | भाष्य bhāṣya | 바시아                                                           | bhashya                                                                          |
| 수론정요 상키아 사라                                                | 數論精要                                              | Sāṃkhyasāra Sāṁkhya-sāra                                                                                                 | 상키아 사라                                                      | Sankhyasara                                                                      |
| 수론해설경 상키아 프라와차나 수트라 수론경 상키아 수트라            | 數論解說經 數論經 数论经                              | सांख्यप्रवचन सूत्र sāṃkhyapravacana Sāṁkhyapravacanasūtra Sāṁkhyapravacana-sūtra Sâṃkhya-Pravachana-Sûtram सांख्यसूत्र sāṃkhyasūtra | 상키아 프라와차나 수뜨라 상키아 수뜨라                           | Samkhya Pravachana Sutra Samkhya Sutra                                           |
| 수론해설경소 상키아 프라와차나 바시아 수론경소 상키아 수트라 바시아 | 數論解說經疏 數論經疏                                 | Sāṁkhyapravacanabhāṣya Pravacanabhāṣya                                                                                   | 상키아 프라와차나 바시아 프라와차나 바시아                       | Sankhya Pravachana Bhashya Sankhya-pravachana-bhashya Sankhyasutrabhashya        |
| 슈베타슈바타라 우파니샤드                                           | 白螺氏奧義書 白螺氏奥义书 白淨識奧義書                | श्वेताश्वतरोपनिषद् Śvetāśvataropaniṣad                                                                                          | 스웻따 스웻따롭 니샷 스웻따 스웻따르 옵니샷 스웻따스 바따롭 니샷 | Shvetashvatara Upanishad 발음: 쉐다 쉐따라 우파니샷드 스베다스 바타라 우파니샤드 |
| 아슈리 아수리                                                       | 阿修利                                                | आसुरि Āsuri | 아-수리 [aːˈsʊri, ah-soo-ri]                                     | Asuri                                                                            |
| 이슈바라크리쉬나 자재흑                                             | 自在黑                                                | ईश्वरकृष्ण ईश्वर कृष्णः Īśvarakṛṣṇa Īśvara Kṛṣṇa īśvara-kṛṣṇa Īśvará-kṛishṇa                                                    | 이-스와라 크리슈나                                               | Ishvarakrishna Ishvara Krishna 발음: 이스바라 크리슈나 이슈바라 크리쉬나         |
| 카타 우파니샤드                                                     | 石氏奧義書 石氏奥义书 伽陀奧義書 伽陀奥义书           | कठोपनिषद् Kaṭhopaniṣad | 까토파니샤드                                                     | Katha Upanishad 발음: 가타 우파니샤드 카타 우파니샤드                            |
| 카필라 가비라                                                       | 迦毘羅 迦毘罗 迦毘羅仙 迦毘罗仙 迦毗羅仙人 迦毗罗仙人 | कपिल kapila | 카필라                                                           | Kapila                                                                           |
| 판차쉬카 반시하                                                     | 般尸訶 般屍訶 般尸诃                                  | पञ्चशिख Pañcaśikha Pañcaśika                                                                                               | 판차쉬카                                                         | Pancasikha Panchashikha                                                          |
| 해탈법품                                                            | 解脫法品                                              | मोक्षधर्मपर्व Mokṣadharmaparva                                                                                               | 목샤 다르마 파르와                                               | Moksha-dharma Parva                                                              |

## 같이 보기
- 고대 원소
- 오대 (불교)
- 요가
- 유식설
- 유가유식파
- 오위백법

## 참고 문헌
- 이 문서에는 다음커뮤니케이션(현 카카오)에서 GFDL 또는 CC-SA 라이선스로 배포한 글로벌 세계대백과사전의 내용을 기초로 작성된 글이 포함되어 있습니다.
- (영어) Bernard, Theos (1947).《Hindu Philosophy》. Philosophical Library, New York.